# 阿尔·戈德斯坦
阿爾文·「阿尔」·歌德斯坦（英語：Alvin "Al" Goldstein；1936年1月10日—2013年12月19日），美国色情杂志《Screw》的创作者、发行人。他因在美国推动硬調色情的合理化而受到关注。